# Chenin
Le chenin, aussi appelé chenin blanc, est un cépage blanc de vigne.

## Histoire
Au XVIe siècle, Rabelais qui, en bon tourangeau, parle abondamment des vins blancs d'Anjou, cite une fois le chenin dans Gargantua au chapitre XXV :
« Ce faict, et bergiers et bergieres feirent chere lye avecques ces fouaces et beaulx raisins, et se rigollerent ensemble au son de la belle bouzine, se mocquans de ces beaulx fouaciers glorieux, qui avoient trouvé male encontre par faulte de s'estre seignez de la bonne main au matin, et avec gros raisins chenins estuverent les jambes de Forgier mignonnement, si bien qu'il feut tantost guery. »

## Génétique
Certains auteurs feraient remonter l'antériorité de ce cépage au XIe, Xe, même VIe siècle, cependant même si la présence de la vigne est bien attestée en Anjou dès ces époques-là, rien ne permet d'affirmer qu'il s'agisse du chenin. Les résultats des analyses moléculaires et génétiques ne permettent pas de dater son apparition mais montrent maintenant clairement que le chenin est un descendant (semis) du savagnin. Il est fait état qu'au début du XVIe siècle des efforts sont accomplis par Thomas Bohier au château de Chenonceau et par son beau-frère l'abbé de Cormery, au manoir du Montchenin, sur les pentes de l'Echandon pour essayer d'acclimater des cépages réputés venant de toute la France. Ces démarches se sont développées sous François 1er et il est probable que le chenin ait fait son apparition à cette époque-là vraisemblablement à partir d'un pépin récolté près d'Artois.

## Implantation

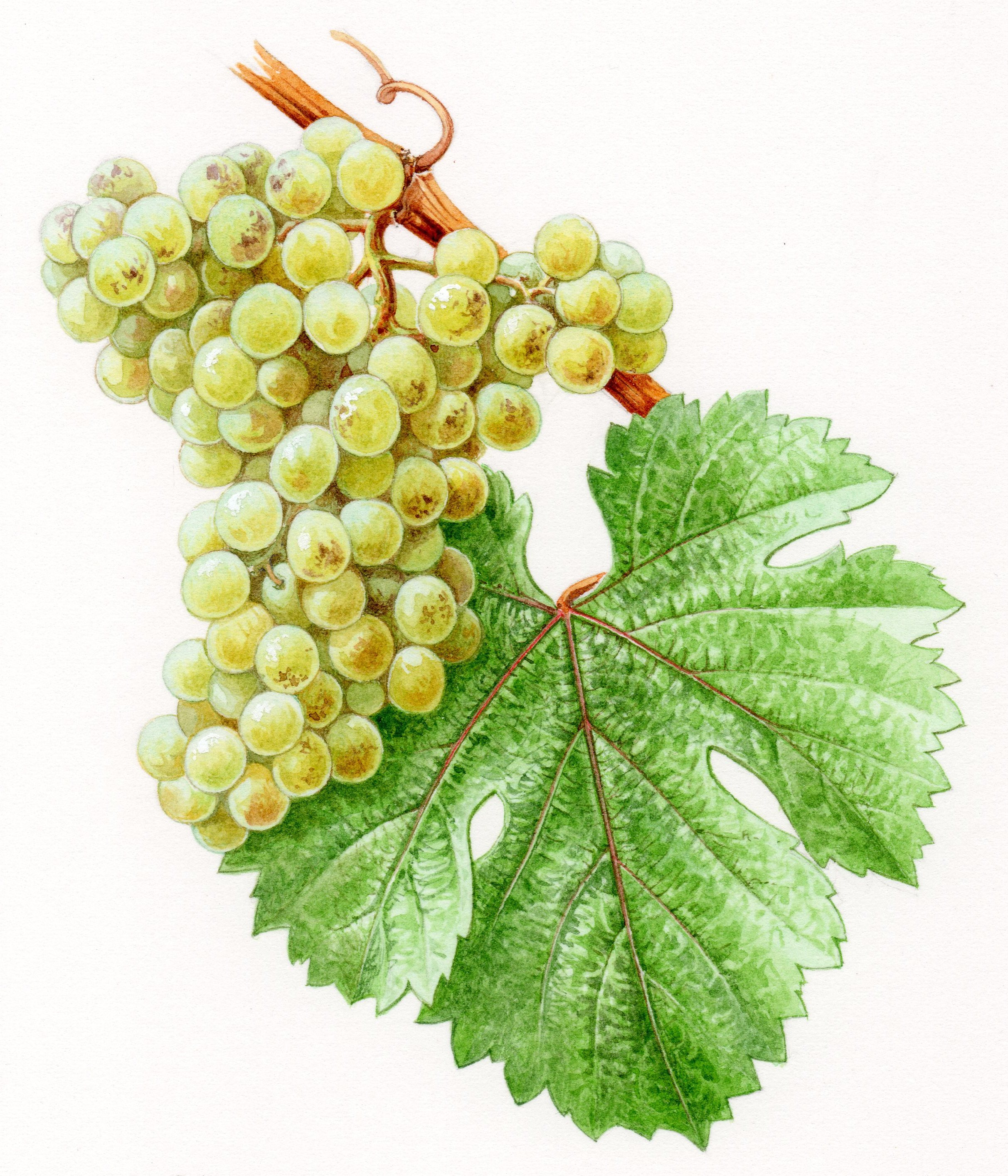
Grappe et feuille de chenin.

Après la révocation de l'édit de Nantes en 1685, certains huguenots d'origine française, émigrés en Hollande, trouvèrent refuge en Afrique du Sud. Ils emportèrent ce cépage dans leurs bagages et le plantèrent à partir de 1688 dans cette région du monde et en particulier à Franschhoek (littéralement « le coin des Français » en afrikaans). Aujourd’hui, la surface de chenin cultivée en Afrique du Sud est le double de celle de la vallée de la Loire. Le chenin fut également importé en Australie dès le XIXe siècle.
De nos jours, il est bien représenté dans les nouveaux pays viticoles que sont l'Argentine, le Chili, la Californie, la Nouvelle-Zélande, l'Australie et l'Afrique du Sud. Par exemple, en Afrique du Sud, avec 30 % du vignoble, c'est l’un des cépages les plus cultivés, sous le nom de steen. En France, il est surtout présent dans sa région d'origine, la vallée de la Loire dont c'est l'un des cépages blancs les plus caractéristiques. Il est planté dans cette région, des limites ouest du département de Maine-et-Loire jusqu'à la Touraine, et couvre un bon nombre d'appellations. Il est également appelé pineau blanc de la Loire (voir les synonymes ci-dessous) en Touraine. On le trouve aussi dans le sud-ouest et dans le Languedoc où il est classé « cépage recommandé ». Il entre dans l'assemblage de plusieurs AOC de l'appellation Limoux :dans La blanquette de Limoux jusqu'à 10 % et dans le crémant de Limoux jusqu'à 40 %. Depuis 2009 ce cépage peut aussi constituer 100 % de l'AOC limoux Blanc (Tranquille) ou être assemblé avec le chardonnay et le mauzac.

## Utilisations
Il donne des vins blancs en Touraine, en Anjou et sur les rives du Loir. Les vins peuvent être secs (Jasnières, Savennières, Vouvray, Montlouis, Anjou, Saumur, Coteaux-du-Vendômois, Coteaux-du-Loir) ou moelleux voire liquoreux sur certains millésimes ou selon les tris des vignerons (Bonnezeaux, Coteaux du Layon, Coteaux de l'Aubance, Jasnières, Quarts de Chaume, Savennières, Vouvray, Montlouis...). Il est aussi utilisé pour la production de vins effervescents (Crémant de Loire, Crémant de Limoux, Montlouis-sur-Loire, Saumur, Vouvray).
Le chenin, ou chenin blanc, est le seul cépage autorisé pour la production de Vouvray, Montlouis, Chaume, Jasnières, Savennières, Bonnezeaux, Coteaux du Layon, Coteaux-de-l'aubance et Quarts de Chaume.
Sa réputation n'est pas aussi noble que celle d'autres cépages blancs. Et pourtant, beaucoup de professionnels estiment qu'il peut, s'il est bien travaillé, produire de grands vins. Cette mésestime provient peut-être d'une période où beaucoup de vignerons vendangeaient des raisins peu mûrs, donc acides, verts. Ils compensaient ce déficit en chaptalisant, puis en souffrant pour éviter un second départ de fermentation en bouteille.

## Synonymes

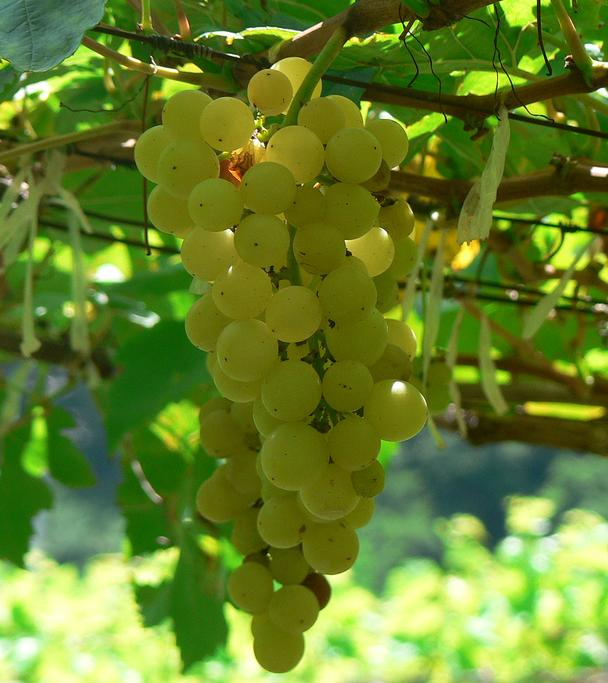
Une grappe de chenin blanc.

Le Chenin est connu aussi sous les noms suivants :
- Agudelo (Espagne)
- Agudillo (Espagne)
- Anjou
- Blamancep
- Blanc d'Aunis
- Blanc d’Anjou
- Blanc Emery
- Blanco Legitimo
- Bon Blanc
- Canton
- Capbreton blanc (Landes, France)
- Chenen Belyi
- Chenin Bijeli
- Confort
- Coué Fort
- Cruchinet (sud-ouest, France)
- Cugnette
- Feher Chenin
- Franc blanc (Aveyron, France)
- Franche
- Gamay Blanc
- Gamet blanc (Aveyron, France)
- Gout Fort
- Gros Chenin (en Maine-et-Loire et en Indre-et-Loire)
- Gros Pineau (en Touraine)
- Gros Pineau De Vouvray
- Gros Pinot Blanc de la Loire
- Gout Fort
- Luarskoe
- Mancais Blanc
- Pera
- Pineau Blanc
- Pineau d'Anjou (en Mayenne)
- Pineau de Briollay
- Pineau de la Loire (en Indre-et-Loire)
- Pineau de Savennières
- Pineau Gros
- Pineau Gros de Vouvray
- Pineau De Vouvray
- Pineau Nantais
- Pineau Vert
- Pinet D'Anjou
- Pinot Blanco
- Pinot D'Anjou
- Pinot De La Loire
- Plant d’Anjou (en Indre-et-Loire)
- Plant de Brézé (au Moyen Âge, aujourd'hui cela désigne plutôt le Romorantin)
- Plant De Maille
- Plant de Salces
- Plant de Salles
- Plant du Clair de Lune
- Plant Vole
- Pointu De Savennieres
- Que Fort
- Quefort (Nouvelle-Zélande)
- Rajoulain
- Rajoulin
- Ronchalin
- Rouchalin
- Rouchelein
- Rouchelin (en Gironde et dans le Périgord)
- Rouchalin
- Rougelin
- Rousselin
- Rouxalin
- Rouzoulenc
- Senin
- Steen (Afrique du Sud)
- Stein
- Tête de Crabe
- Tite De Crabe
- Ugne Lombarde
- Vaalblaar Stein
- Verdot De Montlucon
- Verdurant
- White Pino